# Un homme et une femme : Vingt ans déjà
Un homme et une femme: Vingt ans déjà és una pel·lícula francesa dirigida per Claude Lelouch i estrenada el 1986.

## Argument
Vint anys després, els amants d'Un homme et une femme, que s'havien perdut de vista, es troben. El pilot s'ha fet organitzador de ral·lis, la guionista productora de cinema. S'adonaran que moltes coses han canviat, i que el temps separa - vertaderament - els qui s'estimen.

## Repartiment
- Jean-Louis Trintignant: Jean-Louis Duroc
- Anouk Aimée: Anne Gauthier
- Richard Berry: Ell mateix
- Évelyne Bouix: Françoise
- Marie-Sophie L.: Marie-Sophie
- Philippe Leroy
- Charles Gérard: Charlot
- Patrick Poivre d'Arvor: Ell mateix
- Thierry Sabine: Ell mateix
- Robert Hossein: Ell mateix
- Jacques Weber: Ell mateix
- Tanya Lopert: Ella mateixa
- Nicole Garcia: Ella mateixa
- Jacques Weber: Ell mateix
- Jean-Claude Brialy:Un espectador
- Michèle Morgan: Una espectadora
- Gérard Oury: Un espectador

## Al voltant de la pel·lícula
- Presentat fora de competició al Festival de Canes 1986.[1]
- Rodada en part a Deauville, als escenaris d'Un homme et une femme (1966)